# Love in the Future
Love In The Future es el cuarto álbum de estudio del cantante estadounidense John Legend, publicado el 30 de agosto de 2013 por Columbia y G.O.O.D. Records.

## Antecedentes
En agosto de 2013, durante una entrevista con la revista XXL, John Legend declaró sobre el tiempo que le llevó terminar el álbum:

Bueno, hice el álbum Wake Up! con The Roots en 2010, así que realmente solo llevó tres años en mi mente, porque puse tanta energía y tiempo en eso como lo haría con mi propio álbum. Luego hice algunos conciertos con ellos y viajé con Sade, así que pasé una buena cantidad de tiempo en la carretera, y luego pasé los últimos dos años en el álbum. Tomé un poco más de tiempo en este que en los anteriores, pero en realidad estoy un año de mi ritmo.

También habló sobre el trabajo con Kanye West, y dijo: «Trabajé con Kanye más en este álbum que antes, y creo que parte de eso es que solo nos conectamos y nos juntamos para crear, dado lo ocupados que estamos. El simple hecho de encontrar tiempo para trabajar juntos agregó un poco más de tiempo extra al proceso. Pero creo que valió la pena». También habló sobre cómo siente que este es su mejor álbum: «Siento que es mi mejor álbum hasta el momento, y creo que creativamente, hicimos algunas cosas geniales. La colaboración y el talento que tenemos en el álbum es mejor que nunca. En cuanto a los productores, "co-escritores y personas que simplemente ayudan a moldear el sonido. Creo que el liderazgo de Kanye fue excelente para ayudar a hacer eso. Realmente me siento bien al respecto".

## Sencillos
Cuatro sencillos se publicaron del disco. El primero de ellos, «Who Do We Think We Are» salió el 25 de marzo de 2013 y cuenta con la colaboración de Rick Ross; su vídeo musical se estrenó el 6 de mayo. «Made To Love» fue el Segundo sencillo, publicado el 18 de junio de 2013. El tercero, «All of Me», lanzado el 12 de agosto, se convirtió en un éxito comercial y fue su primer número uno en el Billboard Hot 100 de Estados Unidos, como así también su primer top diez. El último sencillo, «You and I (Nobody in the World)», no pudo repetir el éxito de su predecesor, por lo que llegó al número 66 en el Hot 100 y solo permaneció dos semanas en total.

## Recepción comercial
En Estados Unidos, en la semana del 21 de septiembre de 2013, Love In The Future debutó en la cuarta posición de la lista Billboard 200, con 69 000 copias vendidas en su primer asemana. En el Reino Unido, ingresó en el número 28 del UK Albums Chart, su segundo álbum en entrar a la lista, junto con Get Lifted (2004), que ocupó el número 19. Aumentó de posiciones hasta alcanzar el segundo lugar, y vendió 61 000 copias.

## Lista de canciones
Edición estándar
| N.º | Título                           | Duración |  |
| 1.  | «Intro»                          | 0:41     |  |
| 2.  | «The Begining...»                | 3:25     |  |
| 3.  | «Open Your Eyes»                 | 3:06     |  |
| 4.  | «Made to Love»                   | 4:00     |  |
| 5.  | «Who Do We Think We Are»         | 4:52     |  |
| 6.  | «All of Me»                      | 4:29     |  |
| 7.  | «Hold on Longer»                 | 2:38     |  |
| 8.  | «Save The Night»                 | 3:09     |  |
| 9.  | «Tomorrow»                       | 3:32     |  |
| 10. | «What If I Told You (Interlude)» | 0:50     |  |
| 11. | «Dreams»                         | 2:38     |  |
| 12. | «Wanna Be Loved»                 | 3:06     |  |
| 13. | «Angel (Interlude)»              | 1:24     |  |
| 14. | «You & I (Nobody in the World)»  | 4:12     |  |
| 15. | «Asylum»                         | 3:17     |  |
| 16. | «Caught Up»                      | 3:45     |  |

## Posicionamiento
| Lista (2013)                    | Mejor posición |
| ------------------------------- | -------------- |
| Australian Albums Chart         | 15             |
| Austria (Ö3 Austria)            | 64             |
| Belgian (Flanders) Albums Chart | 25             |
| Belgian (Wallonia) Albums Chart | 48             |
| Canadian Albums Chart           | 10             |
| Danish Albums Chart             | 12             |
| Dutch Albums Chart              | 3              |
| French Albums Chart             | 67             |
| German Albums Chart             | 47             |
| Italian Albums Chart            | 13             |
| New Zealand Albums Chart        | 10             |
| Norwegian Albums Chart          | 20             |
| Portuguese Albums Chart         | 12             |
| South African Albums (RISA)     | 5              |
| España (PROMUSICAE)             | 41             |
| Swedish Albums Chart            | 27             |
| Swiss Albums Chart              | 16             |
| UK Albums Chart                 | 2              |
| Billboard 200                   | 4              |
| Billboard R&B/Hip-Hop Albums    | 2              |

## Certificaciones
| País   | Organismo certificador | Certificación | Ventas certificadas | Ref.   |
| ------ | ---------------------- | ------------- | ------------------- | ------ |
| México | AMPROFON               | Oro           | 30,000              | [ 22 ] |